# Mark Pieth
Mark Pieth (nascido em 9 de março de 1953 em Basileia), é um cientista jurídico suíço e especialista em anticorrupção. Pieth é professor titular de direito penal e criminologia na Universidade de Basileia. Entre 2003 e 2005, integrou a Comissão Volcker, juntamente com o jurista Richard Goldstone.
Pieth cresceu na Inglaterra, é considerado um especialista em anticorrupção com mandatos em todo o mundo. Ele era um membro da comissão que investigou as deficiências do programa das Nações Unidas Petróleo por Alimentos. De 2011 a 2013, chefiou a Comissão de Reforma da FIFA.

## Obras
- PIETH, Mark; LOW, Lucinda A.; CULLEN, Peter J.(eds.) The OECD Convention on Bribery: A Commentary. Cambridge University Press, 2007. ISBN 0521868173
- PIETH, Mark. Financing Terrorism. Springer, 2003. ISBN 1402011520
- PIETH, Mark; AIOLFI, Gemma. A Comparative Guide To Anti-Money Laundering: A Critical Analysis Of Systems In Singapore, Switzerland, The Uk And The USA. Edward Elgar Publishing, 2004. ISBN 1843766736
- PIETH, Mark. Der Beweisantrag des Beschuldigten im Schweizer Strafprozessrecht (Basler Studien zur Rechtswissenschaft). Helbing & Lichtenhahn, 1984. ISBN 3719008762